# Bataille de Vachegare
Chouannerie
Batailles
La bataille de Vachegare se déroule le 3 novembre 1799 pendant la Chouannerie. Elle s'achève par la victoire des chouans, qui tendent une embuscade à une colonne républicaine dans la lande de Vachegare, près du bourg de Buléon.

## Prélude
En novembre 1799, plusieurs colonnes républicaines se mettent en mouvement dans le Morbihan, en réponse à la prise de Locminé par les chouans. La colonne la plus importante, forte d'environ mille hommes, est formée à Pontivy par le général Schilt et l'adjudant-général La Bruyère. Une autre est formée à Vannes et placée sous le commandement du chef de brigade Michel Bonté et du chef de bataillon La Martinière. Une autre troupe de 300 hommes se port de Belle-Île-en-Mer à Lorient et environ 400 hommes divisés en plusieurs détachements arrivent également en renfort depuis le Finistère, dont 130 prennent position au Faouët et 70 à Carhaix. La colonne de Schilt doit alors traverser Baud, Pluvigner, Plumergat et Grand-Champ, puis revenir sur le pays de Bignan, centre de la légion royaliste de Pierre Guillemot. La colonne de Lorient doit quant à elle le rejoindre à Baud ou Locminé. 
Le 2 novembre, la colonne de Schilt sort de Pontivy pour marcher sur Baud,, ainsi que Locminé qui est occupé par son avant-garde. Le même jour, la colonne de Bonté sort de Vannes et se porte sur Ploërmel où elle arrive le novembre après être passée par Elven.  
De son côté, Pierre Guillemot, le commandant chouan de la 1er légion de l'Armée catholique et royale du Morbihan, se trouve au château de Kerguéhennec, près du bourg de Bignan, à l'est de Locminé,. Informé des mouvements républicains, il envoie deux bataillons, menés par le lieutenant-colonel Gomez, se porter au sud, du côté de Colpo,. Guillemot prend lui-même la tête de ses deux autres bataillons et prend position sur la route de Locminé à Josselin,. Au cours de la nuit du 2 au 3 novembre, il apprend que c'est par cette route que les républicains doivent poursuivre leur marche. Il rappelle alors Gomez et prend position sur la lande de Vachegare, près du village de Kerjéanno — aussi appelé Kerguigno ou Kerguiano — dans la commune de Buléon.

## Forces en présence
La colonne républicaine engagée au combat est forte de 300 à 400 hommes. Le nom de son commandant n'est pas connu avec certitude. Dans ses mémoires, Julien Guillemot, fils de Pierre Guillemot, écrit que le détachement est mené par le chef de brigade Michel Bonté, le chef d'état-major du général Harty et le commandant de la 81e demi-brigade. Cette information est contredite par François Cadic et Jules Le Falher qui font valoir que Bonté est à Ploërmel le 4 novembre,. Pour François Cadic, le commandant républicain à Vachegare est vraisemblablement Schilt ou La Bruyère. Pour Jules Le Falher, la colonne est menée par l'aide-de-camp du général Schilt. Émile Sageret estime en revanche que « le combat eut indubitablement lieu entre les troupes de Bonté et celles de Guillemot, le roi de Bignan, puisqu'en 1814 Bonté félicitait Julien Guillemot des qualités militaires que son père, et aussi les Chouans qu'ils commandaient, avaient montrées en cette occasion ».
Du côté des chouans, les rapports républicains avaient estimé les effectifs de Pierre Guillemot à 2 000 ou 3 000 hommes lors de l'attaque de Locminé, quatre jours avant le combat de Vachegare.

## Déroulement
Le seul récit du combat est laissé par Julien Guillemot, fils de Pierre Guillemot, dans ses mémoires,,. Les rapports républicains n'en font quant à eux aucune mention,.
Le matin du 3 novembre, une colonne républicaine sort de Locminé et s'engage dans la lande de Vachegare, vaste d'une lieue et couverte de pierres et d'ajoncs. Selon le récit de Guillemot, les chouans, dissimulés derrière une ravine, laissent passer une partie de la colonne, avant de surgir subitement pour avancer sur les forces républicaines. Surprises, celles-ci font halte et se rangent en bataille sans quitter la grand'route. Les républicains font un feu de deux rangs, mais celui-ci ne fait pas fléchir la marche des chouans. Un bataillon de Guillemot tourne également les républicains et leur coupe la route de Josselin,. L'aile droite républicaine prend alors la fuite : les soldats se jettent dans la douve qui borde la route et se sauvent vers Josselin en se baissant pour rester dissimulés le long de levée de terres et des fossés,. 
Voyant sa ligne coupée en deux, le commandant républicain ordonne la retraite et se replie sur Locminé, qu'il traverse sans s'arrêter, pour finalement se réfugier à Baud,. Guillemot ne le poursuit pas et se porte sur Pleugriffet, afin d'aller au devant d'une troupe de Saint-Régeant.
De son côté, le général Schilt arrive le 4 novembre à Josselin, où il proclame l'état de siège.